# Clarazia schinzi
La clarazia (Clarazia schinzi) è un rettile estinto appartenente ai talattosauri. Visse nel Triassico medio (Anisico/Ladinico, circa 240 milioni di anni fa) e i suoi resti sono stati ritrovati in Svizzera.

## Descrizione
Lungo circa un metro, questo animale era caratterizzato da un corpo e una coda molto allungati; le zampe, invece, erano corte e sembra che quelle anteriori fossero leggermente più sviluppate delle posteriori. Le dita erano fornite di unghie lunghe e robuste. Nel complesso, la clarazia ricordava vagamente quello di un piccolo coccodrillo sprovvisto di corazza. Il cranio era piuttosto particolare: non particolarmente allungato, possedeva una grande orbita quasi circolare e, in generale, era di struttura leggera. Al contrario, la mandibola era insolitamente massiccia, alta praticamente quanto il cranio (e in alcuni punti più della mascella). Nella parte anteriore delle fauci, i denti erano piccoli e smussati; vi era poi uno spazio (diastema) dopo il quale si trovavano grossi denti emisferici. Anche la volta del palato era ricoperta da una serie di denti simili. 

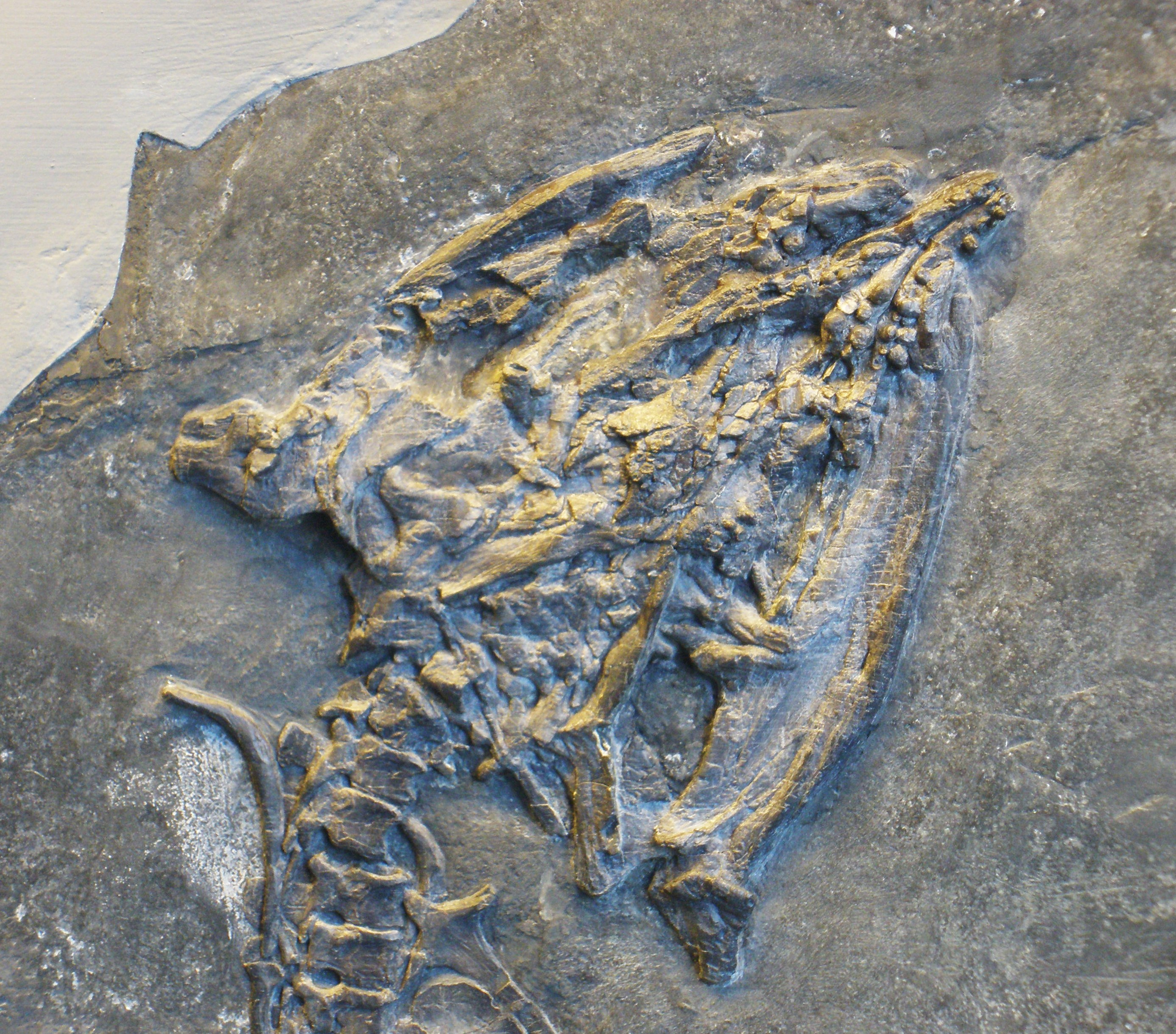
Cranio di Clarazia

## Classificazione
La clarazia è un rappresentante dei talattosauri, un gruppo di rettili diapsidi vissuti esclusivamente nel Triassico, imparentati alla lontana con le lucertole. In particolare, la clarazia sembrerebbe essere una forma piuttosto specializzata, a causa di alcune caratteristiche come la dentatura. L'unica specie nota, Clarazia schinzi, è conosciuta grazie a un singolo scheletro fossile, rinvenuto sul versante svizzero del giacimento di Besano / Monte San Giorgio e descritto per la prima volta da Peyer nel 1936. Altri talattosauri rinvenuti nello stesso giacimento sono l'enigmatica Hescheleria rubeli e il ben noto Askeptosaurus italicus.

## Stile di vita
La clarazia era probabilmente un rettile acquatico: ciò si deduce dalla ridotta ossificazione di alcune parti dello scheletro (principalmente le zampe) e dalla forma generale del corpo, allungata e con le zampe corte. La presenza di unghie ben sviluppate, d'altro canto, è tipica degli animali terrestri e potrebbe indicare che la clarazia si avventurava sulla terraferma per brevi escursioni; un'altra ipotesi è che questo animale si servisse delle lunghe unghie per ancorarsi e spostarsi lungo il fondale marino. Con tutta probabilità la clarazia nuotava con movimenti ondulatori del corpo e della coda lungo le acque basse costiere in cerca di cibo, forse costituito da molluschi dal guscio duro (il quale veniva poi frantumato dai denti bulbosi della clarazia). Altri rettili del periodo specializzati in tal senso erano i placodonti, tra i quali Cyamodus e Paraplacodus, i cui fossili sono stati ritrovati nello stesso giacimento.